# جناس مشوش
جناس مشوش در آرایه‌های ادبی از انواع جناس ناقص است که در آن، دو ویژگی از انواع مختلف جناس حضور دارد، به عبارتی ارکان جناس بیش از یک نوع تجانس دارند؛ برای مثال شرایط جناس مضارع و جناس خط. این جناس برای مواردی که در هیچ‌یک از آن مقوله‌ها نمی‌گنجد، کاربرد دارد. در بیت زیر از حافظ، در ترکیب «شهره شهر» یک بار جناس ناقص و بار دیگر جناس زاید مشاهده می‌شود:
| شهره شهر مشو تا نَنَهم سر در کوه |  | شور شیرین منما تا نکنی فرهادم |